# Urnäsch

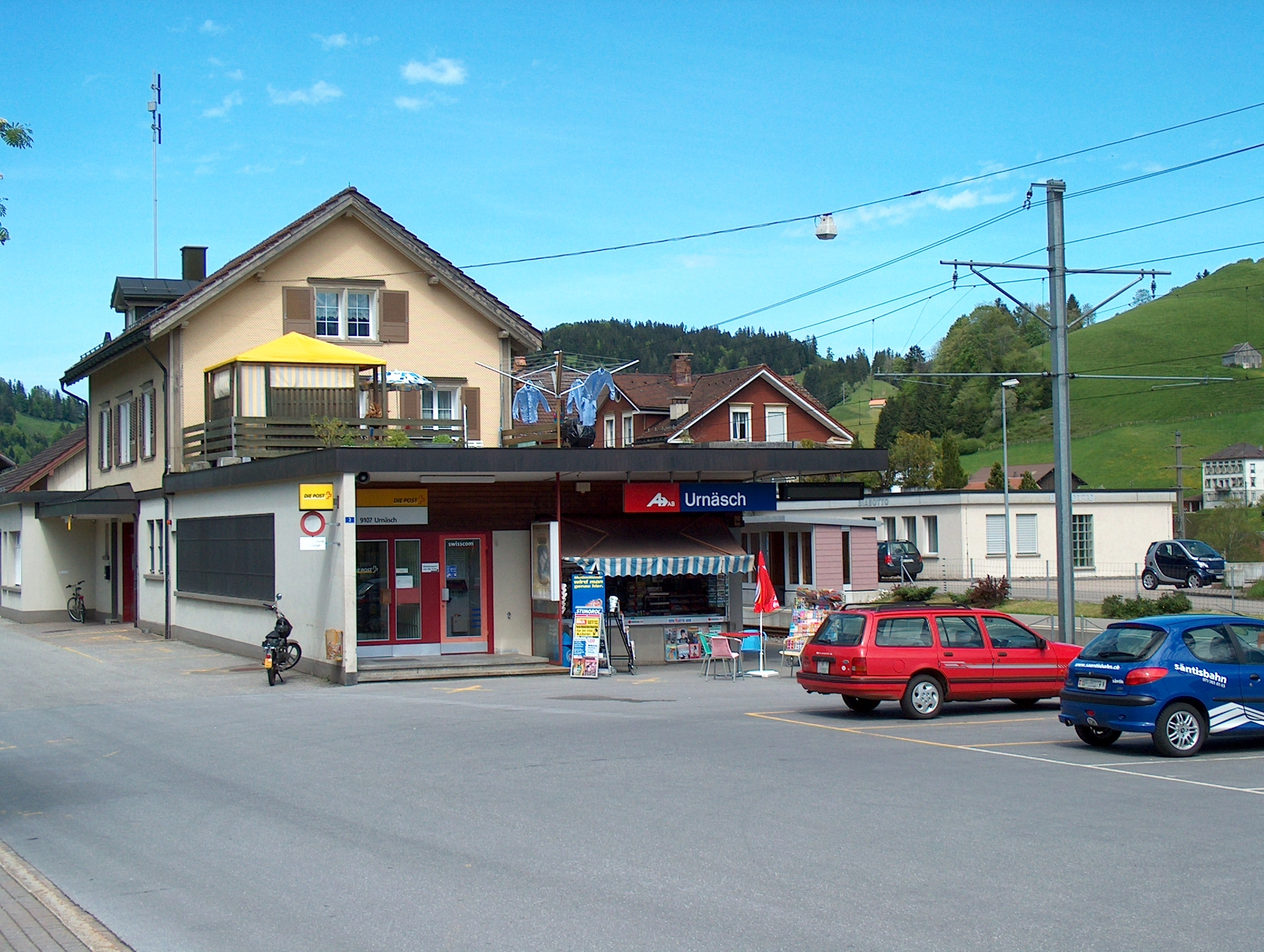
Järnvägsstationen och postkontoret i Urnäsch.

Urnäsch (schweizertyska: Uernäsch) är en ort och kommun i kantonen Appenzell Ausserrhoden i Schweiz. Kommunen har 2 346 invånare (2023).